# Ravni Do
Ravni Do (cyr. Равни До) – wieś w Serbii, w okręgu niszawskim, w mieście Nisz. W 2011 roku liczyła 56 mieszkańców.